# Ben (cantante)
Ben (벤?, BenLR, BenMR), pseudonimo di Lee Eun-young (이은영?, I Eun-yeongLR, Yi Ŭn'yŏngMR; Incheon, 30 luglio 1991), è una cantante sudcoreana.
Ha fatto parte del gruppo musicale Bebe Mignon dal 2010 al 2011.

## Discografia

### Album in studio
- 2018 – Recipe

### EP
- 2012 – 147.5
- 2015 – My Name Is Ben
- 2015 – Soulmate
- 2018 – 180˚

## Filmografia

### Televisione
- Mother's Spring – serial TV (2015-)
- Neo-eui Moksori-ga Bo-yeo – game show (2015-2016)

## Riconoscimenti

### Circle Chart Music Award
| Anno | Premio                    | Ricevente               | Risultato | Ref. |
| ---- | ------------------------- | ----------------------- | --------- | ---- |
| 2020 | Song of the Year – luglio | "Thank you for Goodbye" | In attesa |      |

### Genie Music Award
| Anno | Premio                       | Ricevente   | Risultato   | Ref.        |
| ---- | ---------------------------- | ----------- | ----------- | ----------- |
| 2018 | Song of the Year             | "Love, ing" | Candidato/a | [ 6 ] [ 7 ] |
| 2018 | Song of the Year             | "Cant Go"   | Candidato/a | [ 6 ] [ 7 ] |
| 2018 | Vocal Track (Female)         | "Love, ing" | Candidato/a | [ 6 ] [ 7 ] |
| 2018 | OST Award                    | "Cant Go"   | Candidato/a | [ 6 ] [ 7 ] |
| 2018 | Genie Music Popularity Award | Ben         | Candidato/a | [ 6 ] [ 7 ] |
| 2019 | The Female Solo Artist       | Ben         | Candidato/a | [ 8 ]       |
| 2019 | The Vocal Artist             | Ben         | Candidato/a | [ 8 ]       |

### Korea Popular Music Award
| Anno | Premio   | Ricevente | Risultato       |
| ---- | -------- | --------- | --------------- |
| 2018 | Best OST | "Cant Go" | Vincitore/trice |